# Ilira
Ilira Gashi (Brienz, Cantón de Berna, 29 de octubre de 1994), también conocida por su nombre artístico ILIRA, es una cantautora y compositora suiza de origen albanokosovar.

## Biografía
Hija de padre kosovar y de madre albanesa, nació el 29 de octubre en Brienz, Cantón de Berna, Suiza. Ilira estudió y se graduó en el colegio de música Goethe-Gymnasium/Rutheneum en Gera, Alemania. Ilira actualemnte vive en Berlín y es trilingüe domina el: alemán, albanés e inglés.

## Carrera profesional
Su carrera musical comenzó en la escuela primaria, donde tuvo varias apariciones. Cuando era adolescente, hizo sus primeras apariciones en la televisión Suiza y Albanesa. En 2010, Ilira y su banda The Colors participaron en la ronda preliminar Suiza para el Festival de Eurovisión y obtuvieron el tercer lugar con la canción Home.
Ilira luego se mudó a Alemania y firmó un contrato de gestión con 50/50 y un contrato de publicación con Sony / ATV Music Publishing. Luego en 2012 actuó para el Festival Holi, con la canción Afterglow. 
En agosto de 2018, Ilira firmó con Four Music . Su primer sencillo «Whisper My Name» fue lanzado el 24 de agosto de 2018. Su primera colaboración en la lista fue con DJ Alemán Alle Farben con la canción «Fading», que alcanzó el número 16 en las listas individuales alemanas. La canción fue escrita por la propia Ilira. La canción alcanzó el número 1 en las listas alemanas de Airplay y duró cuatro semanas y en julio de 2019, alcanzó el número 1 en la radio española en Los40, convirtiéndose en la canción más importante de la semana en España.
En mayo de 2019 hizo su segunda colaboración con el cantante Español Juan Magán con la canción «Diablo». La canción tiene fragmentos en español y en inglés.
Ilira es particularmente conocida por su voz de cuatro octavas. Actualmente trabaja en Los Ángeles, Londres y Berlín para su primer EP.
El 31 de diciembre de 2019, actuó en la fiesta de Nochevieja en la Puerta de Brandenburgo. En mayo de 2020 sacó una canción en colaboración del DJ Neerlandés Tiësto con la canción «Lose You».
Ella hizo otra aparición en Alemania el 1 de junio de 2020 en el jardín de televisión ZDF.

## Discografía
Sencillos
- 2018: «Whisper My Name»
- 2018: ««Fading» (con Alle Farben)
- 2018: «Get Off My D!ck»
- 2019: «Do It Yourself»
- 2019: «Diablo» (con Juan Magan)
- 2019: «Pay Me Back!»
- 2019: «Extra Fr!es»
- 2020: «Royalty»
- 2020: «Fuck it, i love it»
- 2020: «Easy»
- 2020: «Eat My Brain»
- 2021: «Dynamite» (con VIZE)

Cantante Invitado
- 2016: «Stay High» (Jumpa y Bad Paris feat. ILIRA)
- 2016: «Wasted» (Jumpa feat. ILIRA)
- 2017: «Afterglow» (Jumpa feat. ILIRA)
- 2017: «Lost Without You» (James Carter feat. ILIRA)
- 2017: «Ain’t Growing Up» (Jumpa feat. ILIRA)
- 2018: «Level Up» (Jumpa y Muntu con ILIRA)
- 2020: «Lose You» (Tiësto feat. ILIRA)
- 2020: «Ladida(My Heart Goes Boom)» (CRISPIE & ILIRA)
- 2020: «Rule the World» (GAMPER & DADONI feat. ILIRA)
- 2021: «Anytime» (Phil The Beat feat. ILIRA)